# KM SAM
El KM SAM, llamado también M-SAM de M o Cheongung, es un sistema de misiles antiaéreo diseñado con el apoyo técnico de Almaz-Antey.
Una batería completa consiste en hasta seis lanzadores óctuples, un radar 3D de multifunción en banda X del tipo PESA y un vehículo de mando y control.

## Historia
Aunque fuera desarrollado en Rusia por la Oficina del Diseño de Almaz con la ayuda de Samsung Thales, LIG Nex1, y Doosan DST, el diseño y la fabricación se hicieron en Corea del Sur en volumen suficiente para considerarlo un sistema local coreano
El Cheongung (Iron Hawk) puede interceptar objetivos hasta una altitud de 15 km (49,000 pies) en una variedad de 40 km (25 mi). Ha sustituido las baterías MIM-23 Hawk mejoradas en Corea del Sur y está a disposición para la exportación. Almaz-Antey siguió con el programa después de que los prototipos se transfirieron y han creado una versión rusa, el S-350 Vityaz.
El sistema Block 1 tiene un alcance máximo de alrededor de 40 kilómetros. Sus misiles tienen una velocidad máxima de Mach 4,5 y un techo de intercepción de hasta 20 kilómetros. Una batería típica de KM-SAM se compone de dos lanzadores erectores de transporte (TEL) con 8 misiles cada uno, un centro de mando y control y un sistema de radar multifunción. Cada sistema utiliza un camión 8×8 para transportar los elementos. Corea impulsó la versión mejorada Block-II, que incluye mas componentes locales y es capaz de interceptar misiles balísticos. 
La producción del misil Cheongung 2 comenzo en 2021. En julio de 2021 se retiró su último sistema MIM-23 Hawk, sustituido en Corea del Sur gradualmente por el Cheongung Block-1.  El Cheolmae-2 o Cheongung-2 es la mejora del KM-SAM, buscando estará a la par del sistema Patriot. El KM-SAM proporciona el nivel medio del sistema de defensa aérea y antimisiles de tres niveles de Corea del Sur. Su radar 3D de banda X de matriz escaneada electrónicamente pasiva (PESA) es un diseño coreano basado en el del S-400 ruso y puede detectar objetivos dentro de un radio de 100 km. y rastrear hasta 40 objetivos simultáneamente. El Cheongung-2 podrá además usar el Sistema de Lanzamiento Vertical Coreano (K-VLS) embarcado a bordo de las fragatas clase Daegu. 
El Chelsea 4-H lo complementa como misil interceptor de nivel superior diseñado para derribar misiles balísticos, con capacidades similares a las del Terminal High Altitude Area Defense de EEUU. Los niveles de rendimiento serán dos veces superiores a los del MIM-104 Patriot, al estar basado en la tecnología del S-400 Triumf ruso.

### Desarrollos relacionados
- THAAD
- Aegis BMD
- Hetz\Arrow
- S-350 Vityaz
 S-400 Triumf
- HQ-19
- PDV